# Anolis dolichocephalus
Anolis dolichocephalus este o specie de șopârle din genul Anolis, familia Polychrotidae, descrisă de Williams 1963.

## Subspecii
Această specie cuprinde următoarele subspecii:
- A. d. dolichocephalus
- A. d. portusalus
- A. d. sarmenticola